# Комонвелт (острвске територије САД)
Комонвелт (енгл. Commonwealth), у смислу острвских територија САД, организована је територија или колонија која са федералном владом има веома специјалан однос, обично потврђен обостраним договором. Данас постоје две острвске територије САД које имају статус комонвелта, Северна Маријанска Острва и Порторико. Године 1976. амерички Конгрес је одобрио текст Манифеста којим се САД обавезује да успостави Комонвелт Северних Маријанских Острва у Политичкој унији са САД. У случају Порторика, не постоји никакав писан договор. Филипини су имали статус комонвелта од 15. новембра 1935. до 4. јула 1946, када су САД признале независност и суверенинтет Филипина.
Од садашњих острвских територија САД, термин комонвелт је први пут употребио Порторико 1952. године, као део свог формалног имена на енглеском језику (енгл. Commonwealth of Puerto Rico), с обзиром да је дословни превод са шпанског био неприхватљив за Конгрес САД (Estado Libre Asociado de Puerto Rico — Присаједињена слободна држава Порторико).